# Den afbrudte Bryllupsnat
Den afbrudte Bryllupsnat er en dansk stum komediefilm fra 1911 produceret af Filmfabrikken Skandinavien. Filmens instruktør er ukendt.
Filmen havde dansk premiere den 10. december 1911 i Biorama. 

## Handling
Et ungt par bliver gift, og gæsterne gratulerer før parrets bryllupsnat. Men pludselig erindrer gommen, at han er indkaldt til militæret og at han samme nat skal møde på kasernen. Den unge brud er ulykkelig, men han drager af sted. Svigerforældrene involveres, og bruden tager også til kasernen for at hente manden hjem. Herefter udspiller sig en lystigt forvekslingskomedie, men alt ender godt, og selv generalen kan se det komiske i situationen, og alle ønsker det unge brudepar held og lykke.

## Medvirkende
- Ludvig Nathansen, Svigersønnen
- Karen Sandberg Caspersen,	Datteren
- Oscar Stribolt, Svigerfar
- Victoria Petersen, Svigermor
- Erik Winther, Menig 112
- Holger Pedersen (Gissemand), Menig 113
- Tonny Lehmann Menig 114
- Carl Petersen, Oversergenten
- Ove Knudsen, Obersten
- Edvard Jacobsen, Korporal
- Wilhelm Møller, General

## Reflist
1. ↑  Producentens filmprogram, dfi.dk